# Xabi Huarte
Xabi Huarte (Pamplona, 25 de febrero de 2001) es un futbolista español que juega en la demarcación de centrocampista en el CA Osasuna "B" de la Primera Federación.

## Biografía
Tras formarse como futbolistas en las filas inferiores del CA Osasuna, finalmente debutó con el segundo equipo el 24 de enero de 2021 contra el CD Tudelano, encuentro que finalizó con 2-1 a favor del Tudelano. El 5 de mayo de 2024 debutó con el primer equipo en La Liga contra el Real Betis.

## Clubes
Actualizado al último partido disputado el 24 de enero de 2025.
| Club           | País   | Año       | Partidos | Goles |
| -------------- | ------ | --------- | -------- | ----- |
| CD Subiza      | España | 2020-2021 | 24       | 5     |
| CA Osasuna "B" | España | 2021-     | 102      | 13    |
| CA Osasuna     | España | 2024-     | 1        | 0     |